# CBCラジオ番組一覧
CBCラジオ番組一覧（シービーシーラジオばんぐみいちらん）は、ラジオ放送局のCBCラジオで現在放送されている主な番組と編成の解説である。

## 概要
TBSラジオがキー局のJRNシングルネット局ではあるが、『みんなの音楽室』『テレフォン人生相談』『オールナイトニッポン』など、文化放送やニッポン放送制作（NRNキー局）の番組を放送する数は他地域JRN単独加盟局より多い。また、JRNネット局であるが、一部の自社制作番組（『モーニング娘。 牧野真莉愛のまりあん♥LOVEりんですっ♥』）を他地方にネットする。
2010年4月から平日夜間・深夜（22:00 - 29:00）は全面的に在京局制作の番組をネットするようになり、この時間帯における自社制作番組はミニ番組（『いっしょに歌お!CBCラジオ』など）を除いて消滅していたが、2011年2月からは土曜 0:00 - 1:00（金曜深夜）に限り、自社制作の枠が復活し、2012年4月から月曜 - 木曜でも自社制作の枠が拡大された。さらに、2014年3月31日より22:00から24:30までの自社制作生ワイド番組が開始されたが、2022年度から、自社製作生ワイド番組の放送時間短縮（24:00まで）に伴い、火曜 0:00 - 1:00（月曜深夜）と水曜 0:00 - 1:00（火曜深夜）と金曜 0:00 - 1:00（木曜深夜）はTBSラジオ制作番組の同時ネット放送に切り替えられた。
大都市圏の局ではあるが、在京局制作のローカルセールス番組ネット受け数が他地域JRN基幹局より多い。『土曜朝6時 木梨の会。』等、ローカル局のみでネットされ、基幹局では非ネットとなる事の多い在京局番組もネット受けしている。ただし『話題のアンテナ 日本全国8時です』は非ネットである。地震・台風などの重大災害や重大事件・事故・政治情勢の際は、JNNの報道特別番組をCBCテレビとのサイマル放送で行うことがある。

## 現在放送中の番組
2025年4月現在。自社制作番組は太字。タイムテーブル参照。

### 平日
| 時                       | 月曜日 | 火曜日 | 水曜日 | 木曜日 | 金曜日 |
| ------------------------ | --- | --- | --- | --- | --- |
| 5                        | 5:00 梓夕子のモーニング歌謡曲 | 5:00 梓夕子のモーニング歌謡曲 | 5:00 梓夕子のモーニング歌謡曲 | 5:00 梓夕子のモーニング歌謡曲 | 5:00 いっしょにSDGs |
| 5                        | 5:00 梓夕子のモーニング歌謡曲 | 5:00 梓夕子のモーニング歌謡曲 | 5:00 梓夕子のモーニング歌謡曲 | 5:00 梓夕子のモーニング歌謡曲 | 5:10 ラジオの扉 |
| 5                        | 5:20 朝からいいことマルシェ | 5:20 朝からいいことマルシェ | 5:20 朝からいいことマルシェ | 5:20 朝からいいことマルシェ | 5:25 しろくじちゃんと アホロートルが 明け方にほめるラジオ                                                                                      |
| 5                        | 5:30 Brand-New Morning（TBSラジオ） | | | | |
| 6                        | | | | | |
| 6:30 CBCラジオ ＃プラス! | | | | | |
| 7                        | | | | | |
| 8                        | | | | | |
| 9                        | 9:00 つボイノリオの聞けば聞くほど ▽10:40 キユーピーラジオクッキング                                                                            | 9:00 つボイノリオの聞けば聞くほど ▽10:40 キユーピーラジオクッキング                                                                            | 9:00 つボイノリオの聞けば聞くほど ▽10:40 キユーピーラジオクッキング                                                                                                   | 9:00 つボイノリオの聞けば聞くほど ▽10:40 キユーピーラジオクッキング                                                                            | 9:00 つボイノリオの聞けば聞くほど ▽10:40 キユーピーラジオクッキング                                                                            |
| 10                       | 9:00 つボイノリオの聞けば聞くほど ▽10:40 キユーピーラジオクッキング                                                                            | 9:00 つボイノリオの聞けば聞くほど ▽10:40 キユーピーラジオクッキング                                                                            | 9:00 つボイノリオの聞けば聞くほど ▽10:40 キユーピーラジオクッキング                                                                                                   | 9:00 つボイノリオの聞けば聞くほど ▽10:40 キユーピーラジオクッキング                                                                            | 9:00 つボイノリオの聞けば聞くほど ▽10:40 キユーピーラジオクッキング                                                                            |
| 11                       | 9:00 つボイノリオの聞けば聞くほど ▽10:40 キユーピーラジオクッキング                                                                            | 9:00 つボイノリオの聞けば聞くほど ▽10:40 キユーピーラジオクッキング                                                                            | 9:00 つボイノリオの聞けば聞くほど ▽10:40 キユーピーラジオクッキング                                                                                                   | 9:00 つボイノリオの聞けば聞くほど ▽10:40 キユーピーラジオクッキング                                                                            | 9:00 つボイノリオの聞けば聞くほど ▽10:40 キユーピーラジオクッキング                                                                            |
| 11:55 中日新聞ニュース   | | | | | |
| 12                       | 12:00 テレフォン人生相談（ニッポン放送） | 12:00 テレフォン人生相談（ニッポン放送） | 12:00 テレフォン人生相談（ニッポン放送） | 12:00 テレフォン人生相談（ニッポン放送） | 12:00 テレフォン人生相談（ニッポン放送） |
| 12                       | 12:20 聞い得やっ得! 赤点の生活向上ラジオ | 12:20 いっしょにSDGs | 12:20 レクストグループ presents ～お昼の音楽会〜 | 12:20 青春☆工業 HighSchoolクリップ | 12:20 マイスター小森谷徹の 知っ得ランチ |
| 12                       | 12:30 きく!ラジオ | | | | |
| 13                       | 13:00 北野誠のズバリ ▽13:41 月 - 水：しろくじちゃんとアホロートルが昼下がりにほめるラジオ/木：ばんたね健康ラジオ/金：朗読のヒロバ（TBSラジオ） | 13:00 北野誠のズバリ ▽13:41 月 - 水：しろくじちゃんとアホロートルが昼下がりにほめるラジオ/木：ばんたね健康ラジオ/金：朗読のヒロバ（TBSラジオ） | 13:00 北野誠のズバリ ▽13:41 月 - 水：しろくじちゃんとアホロートルが昼下がりにほめるラジオ/木：ばんたね健康ラジオ/金：朗読のヒロバ（TBSラジオ）                        | 13:00 北野誠のズバリ ▽13:41 月 - 水：しろくじちゃんとアホロートルが昼下がりにほめるラジオ/木：ばんたね健康ラジオ/金：朗読のヒロバ（TBSラジオ） | 13:00 北野誠のズバリ ▽13:41 月 - 水：しろくじちゃんとアホロートルが昼下がりにほめるラジオ/木：ばんたね健康ラジオ/金：朗読のヒロバ（TBSラジオ） |
| 14                       | 13:00 北野誠のズバリ ▽13:41 月 - 水：しろくじちゃんとアホロートルが昼下がりにほめるラジオ/木：ばんたね健康ラジオ/金：朗読のヒロバ（TBSラジオ） | 13:00 北野誠のズバリ ▽13:41 月 - 水：しろくじちゃんとアホロートルが昼下がりにほめるラジオ/木：ばんたね健康ラジオ/金：朗読のヒロバ（TBSラジオ） | 13:00 北野誠のズバリ ▽13:41 月 - 水：しろくじちゃんとアホロートルが昼下がりにほめるラジオ/木：ばんたね健康ラジオ/金：朗読のヒロバ（TBSラジオ）                        | 13:00 北野誠のズバリ ▽13:41 月 - 水：しろくじちゃんとアホロートルが昼下がりにほめるラジオ/木：ばんたね健康ラジオ/金：朗読のヒロバ（TBSラジオ） | 13:00 北野誠のズバリ ▽13:41 月 - 水：しろくじちゃんとアホロートルが昼下がりにほめるラジオ/木：ばんたね健康ラジオ/金：朗読のヒロバ（TBSラジオ） |
| 15                       | 13:00 北野誠のズバリ ▽13:41 月 - 水：しろくじちゃんとアホロートルが昼下がりにほめるラジオ/木：ばんたね健康ラジオ/金：朗読のヒロバ（TBSラジオ） | 13:00 北野誠のズバリ ▽13:41 月 - 水：しろくじちゃんとアホロートルが昼下がりにほめるラジオ/木：ばんたね健康ラジオ/金：朗読のヒロバ（TBSラジオ） | 13:00 北野誠のズバリ ▽13:41 月 - 水：しろくじちゃんとアホロートルが昼下がりにほめるラジオ/木：ばんたね健康ラジオ/金：朗読のヒロバ（TBSラジオ）                        | 13:00 北野誠のズバリ ▽13:41 月 - 水：しろくじちゃんとアホロートルが昼下がりにほめるラジオ/木：ばんたね健康ラジオ/金：朗読のヒロバ（TBSラジオ） | 13:00 北野誠のズバリ ▽13:41 月 - 水：しろくじちゃんとアホロートルが昼下がりにほめるラジオ/木：ばんたね健康ラジオ/金：朗読のヒロバ（TBSラジオ） |
| 16                       | 16:00 ドラ魂キング ▽17:30 ネットワークトゥデイ（TBSラジオ）                                                                                    | 16:00 ドラ魂キング ▽17:30 ネットワークトゥデイ（TBSラジオ）                                                                                    | 16:00 ドラ魂キング ▽17:30 ネットワークトゥデイ（TBSラジオ） | 16:00 ドラ魂キング ▽17:30 ネットワークトゥデイ（TBSラジオ）                                                                                    | 16:00 ドラ魂キング ▽17:30 ネットワークトゥデイ（TBSラジオ）                                                                                    |
| 17                       | 16:00 ドラ魂キング ▽17:30 ネットワークトゥデイ（TBSラジオ）                                                                                    | 16:00 ドラ魂キング ▽17:30 ネットワークトゥデイ（TBSラジオ）                                                                                    | 16:00 ドラ魂キング ▽17:30 ネットワークトゥデイ（TBSラジオ） | 16:00 ドラ魂キング ▽17:30 ネットワークトゥデイ（TBSラジオ）                                                                                    | 16:00 ドラ魂キング ▽17:30 ネットワークトゥデイ（TBSラジオ）                                                                                    |
|                          | 17:53 ドラゴンズナイター最前線 | | | | |
| 18                       | 18:00 マミーゴ♪とワクワク したい仲間たち | 18:00 CBCドラゴンズナイター | 18:00 CBCドラゴンズナイター | 18:00 CBCドラゴンズナイター | 18:00 CBCドラゴンズナイター |
| 19                       | 19:00 ラジ和尚・長谷雄蓮華のちょっと、 かけこまナイト!                                                                                         | 18:00 CBCドラゴンズナイター | 18:00 CBCドラゴンズナイター | 18:00 CBCドラゴンズナイター | 18:00 CBCドラゴンズナイター |
| 20                       | 20:00 エニタイフィットネスプレゼンツ竹内由恵のGood Shape Navi                                                                                  | 18:00 CBCドラゴンズナイター | 18:00 CBCドラゴンズナイター | 18:00 CBCドラゴンズナイター | 18:00 CBCドラゴンズナイター |
| 20                       | 20:30 しろくじちゃんとアホロールが 寝る前にほめるラジオ                                                                                        | | | | |
| 21                       | 21:00 モーニング娘｡'25 牧野真莉愛のまりあん♥LOVE りんですっ♥                                                                                   | 21:00 ドラ魂ナイト | 21:00 ドラ魂ナイト | 21:00 ドラ魂ナイト | 21:00 ドラ魂ナイト |
| 21                       | 21:30 SKE48坂本真凛の りんりんらじお | 21:00 ドラ魂ナイト | 21:00 ドラ魂ナイト | 21:00 ドラ魂ナイト | 21:00 ドラ魂ナイト |
| 21                       | 21:40 ニュース・天気予報 | 21:00 ドラ魂ナイト | 21:00 ドラ魂ナイト | 21:00 ドラ魂ナイト | 21:00 ドラ魂ナイト |
| 21                       | 21:45 らじお女子の 「ラジオに恋して」 | 21:00 ドラ魂ナイト | 21:00 ドラ魂ナイト | 21:00 ドラ魂ナイト | 21:00 ドラ魂ナイト |
| 22                       | 22:00 チュウモリ | 22:00 チュウモリ | 22:00 チュウモリ | 22:00 チュウモリ | 22:00 チュウモリ |
| 22                       | BOYS AND MEN 栄第七学園男組 | ＃むかいの喋り方 | 酒井直斗のラジノート ▽22:35 高柳明音・若井友希のやおだがね! ▽22:45 NLA presents ティーンズセッション・ナオト・ ライフ・アカデミー seasen2 ▽23:40 Rain Tree 雨ノチ晴レ | 推シマシ ▽22:50 僕青 杉浦英恋の宇宙の人を笑わせたい ▽23:10 OCHA NORMAの推し事ノルマ更新中!                                                     | MIX YOUTH RADIO ▽23:40 WATWING 希空の本質 |
| 23                       | BOYS AND MEN 栄第七学園男組 | 23:30 キュウの空想の間 | 酒井直斗のラジノート ▽22:35 高柳明音・若井友希のやおだがね! ▽22:45 NLA presents ティーンズセッション・ナオト・ ライフ・アカデミー seasen2 ▽23:40 Rain Tree 雨ノチ晴レ | 推シマシ ▽22:50 僕青 杉浦英恋の宇宙の人を笑わせたい ▽23:10 OCHA NORMAの推し事ノルマ更新中!                                                     | MIX YOUTH RADIO ▽23:40 WATWING 希空の本質 |
| 0                        | 0:00 空気階段の踊り場（TBSラジオ） | 0:00 アルコ&ピース D.C.GARAGE （TBSラジオ） | 0:00 スタンド・バイ・見取り図 （TBSラジオ） | 0:00 ハライチのターン!（TBSラジオ） | |
| 0                        | 0:00 空気階段の踊り場（TBSラジオ） | 0:00 アルコ&ピース D.C.GARAGE （TBSラジオ） | 0:00 スタンド・バイ・見取り図 （TBSラジオ） | 0:00 ハライチのターン!（TBSラジオ） | 0:30 Sky presents 藤原竜也のラジオ （ABCラジオ）                                                                                               |
| 1                        | 1:00 オールナイトニッポン（ニッポン放送） | 1:00 オールナイトニッポン（ニッポン放送） | 1:00 オールナイトニッポン（ニッポン放送） | 1:00 オールナイトニッポン（ニッポン放送） | 1:00 オールナイトニッポン（ニッポン放送） |
| 2                        | 山田裕貴のオールナイトニッポン | 星野源のオールナイトニッポン | 乃木坂46のオールナイトニッポン | ナインティナインのオールナイトニッポン | 霜降り明星のオールナイトニッポン |
| 3                        | 3:00 CITY CHILL CLUB（TBSラジオ） | 3:00 CITY CHILL CLUB（TBSラジオ） | 3:00 CITY CHILL CLUB（TBSラジオ） | 3:00 CITY CHILL CLUB（TBSラジオ） | 3:00 CITY CHILL CLUB（TBSラジオ） |
| 4                        | 4:00 明日への扉〜いのちのラジオ〜/～未来へ向かって～栄光のレジェンド（ラジオ関西）                                                             | 4:00 CITY CHILL CLUB（TBSラジオ） | 4:00 CITY CHILL CLUB（TBSラジオ） | 4:00 CITY CHILL CLUB（TBSラジオ） | 4:00 CITY CHILL CLUB（TBSラジオ） |

### 週末
※中日ドラゴンズホームゲーム全試合と、東京ヤクルトスワローズ主催試合を除いたビジターゲームを『CBCドラゴンズサタデー』、『CBCドラゴンズサンデー』として中継する場合、休止・移動する番組が発生する。
| 時                            | 土曜日 | 日曜日 |
| ----------------------------- | --- | --- |
| 5                             | 5:00 葵かを里のがんばりん! | 5:00 岩佐美咲の演日 |
| 5                             | 5:15 国会ふるさと便 | 5:15 まいどあり～。 |
| 5                             | 5:30 旬! SHUN! ピックアップ | 5:30 Buy Now |
| 5                             | 5:45 Buy Now | 5:45 旬! SHUN! ピックアップ |
| 6                             | 6:00 土曜朝6時 木梨の会。（TBSラジオ） | 6:00 中日新聞ニュース・天気予報 |
| 6                             | 6:00 土曜朝6時 木梨の会。（TBSラジオ） | 6:05 愛知県看護協会presents 看護の力 |
| 6                             | 6:00 土曜朝6時 木梨の会。（TBSラジオ） | 6:15 ラジオの扉 |
| 6                             | 6:00 土曜朝6時 木梨の会。（TBSラジオ） | 6:30 キリストへの時間 |
| 6                             | 6:00 土曜朝6時 木梨の会。（TBSラジオ） | 6:45 1万年堂出版の時間（SBSラジオ） |
| 7                             | 7:00 石塚元章 ニュースマン!! | 7:00 マーシー山本教授のびっくりクラシック! |
| 7                             | 7:00 石塚元章 ニュースマン!! | 7:10 ラジオの扉 |
| 7                             | 7:00 石塚元章 ニュースマン!! | 7:20 善意銀行だより |
| 7                             | 7:00 石塚元章 ニュースマン!! | 7:25 中日新聞ニュース・天気予報・交通情報 |
| 7                             | 7:00 石塚元章 ニュースマン!! | 7:30 わくわくお届け便 |
| 7                             | 7:00 石塚元章 ニュースマン!! | 7:45 チェリッシュ愛の贈り物 |
| 8                             | 7:00 石塚元章 ニュースマン!! | 8:00 ONE-J（TBSラジオ） ▽ 8:55 中日新聞ニュース・天気予報・交通情報 |
| 9                             | 9:00 北野誠のズバリ サタデー ▽11:22 中日信用金庫プレゼンツ であい ふれあい探検隊!!                                                                    | 8:00 ONE-J（TBSラジオ） ▽ 8:55 中日新聞ニュース・天気予報・交通情報 |
| 10                            | 9:00 北野誠のズバリ サタデー ▽11:22 中日信用金庫プレゼンツ であい ふれあい探検隊!!                                                                    | 10:00 小堀勝啓の新栄トークジャンボリー ▽11:20 小倉・IMALUの○○玉手箱 |
| 11                            | 9:00 北野誠のズバリ サタデー ▽11:22 中日信用金庫プレゼンツ であい ふれあい探検隊!!                                                                    | 10:00 小堀勝啓の新栄トークジャンボリー ▽11:20 小倉・IMALUの○○玉手箱 |
| 11:40 大石邦彦のNOW ON SHARE! | 11:40 燃えよ!研究の志士たち | |
| 11:55 中日新聞ニュース        | | |
| 12                            | 12:00 テレフォン人生相談（ニッポン放送） | 12:00 チビッコ作文教室 |
| 12                            | 12:00 テレフォン人生相談（ニッポン放送） | 12:10 CBC こども音楽コンクール |
| 12                            | 12:20 若狭敬一のスポ音 | 12:20 ことばのおもちゃばこ |
| 12                            | 12:20 若狭敬一のスポ音 | 12:30 青春☆工業 HighSchoolクリップ（再放送） |
| 12                            | 12:20 若狭敬一のスポ音 | 12:40 まいどあり〜 |
| 12                            | 12:20 若狭敬一のスポ音 | 12:55 しろくじちゃんとアホロートルの日曜日にほめるラジオ |
| 13                            | 13:00 カトリーナの全部全力! | 13:00 あんななのなななっ! |
| 14                            | 13:00 カトリーナの全部全力! | 13:00 あんななのなななっ! |
| 15                            | 13:00 カトリーナの全部全力! | 15:00 GOGO競馬サンデー! |
| 16                            | 13:00 カトリーナの全部全力! | 16:00 河原崎辰也 いくしかないだろう! |
| 16                            | 16:15 ザキオカ×スクランブル | 16:00 河原崎辰也 いくしかないだろう! |
| 16                            | 16:45 中野浩一のフリートーク（TBSラジオ） | 16:00 河原崎辰也 いくしかないだろう! |
| 17                            | 17:00 大前りょうすけのちょいバズ! ▽17:45 ウィークエンドネットワーク（TBSラジオ）                                                                      | |
| 18                            | 17:00 大前りょうすけのちょいバズ! ▽17:45 ウィークエンドネットワーク（TBSラジオ）                                                                      | 18:30 渡辺美香のWhat a Wonderful World |
| 19                            | 17:00 大前りょうすけのちょいバズ! ▽17:45 ウィークエンドネットワーク（TBSラジオ）                                                                      | 19:00 RADIO MIKU |
| 19                            | 19:30 林祐衣のでら MY RADIO | 19:30 大津功と鈴木絢音の通になりた〜い! |
| 19                            | 19:40 SKE48 中坂美祐の元祖鯱もなかさかラジオ | 19:30 大津功と鈴木絢音の通になりた〜い! |
| 19                            | 19:50 堤未果のニッポンの裏側知らNight☆ | 19:30 大津功と鈴木絢音の通になりた〜い! |
| 20                            | 20:00 加藤千佳 オトナの時間 | 20:00 今晩は吉永小百合です（TBSラジオ） |
| 20                            | 20:30 Take on presents 山浦・平野・今田のうまから! | 20:30 ドールプレゼンツ 棚橋弘至のエナジータイム |
| 21                            | 21:00 勝とひろのしんのイキル! | 21:00 CBC歌謡ベストテン |
| 21                            | 21:30 真誠 presents 大久保佳代子・森本晋太郎のどうぞご自由に                                                                                          | 21:00 CBC歌謡ベストテン |
| 22                            | 22:00 大塚製薬 ニュートラシューティカルズ事業部 presents 私 からだ 上手にやさしくつきあえる毎日を。 〜女性の健康や更年期について語ろう〜（ABCラジオ） | 22:00 中島怜の今日もはなまる!らじお |
| 22                            | 22:30 吉田山田のネガティブ押し出せ!!!!!! Season3 | 22:30 八木志芳の私たちは求めてる |
| 22                            | 22:45 城所あゆねのグランパスタイム | 22:30 八木志芳の私たちは求めてる |
| 23                            | 23:00 SKE48 なるべくしゃべりたい | 23:00 スナイパーキトーのコントハイアー! |
| 23                            | 23:00 SKE48 なるべくしゃべりたい | 23:15 レポッドキャスト |
| 23                            | 23:30 梅原裕一郎 Saturday Machiavellism night | 23:30 Sky presents 中村七之助のラジのすけ（ABCラジオ） |
| 0                             | 0:00 堀江瞬の勝手にさせて頂きます | 0:00 高見沢俊彦のロックばん（TBSラジオ） |
| 0                             | 0:30 中島ヨシキのフブラジ | 0:30 Sky presents こちらQuizKnock放送部（ABCラジオ） |
| 1                             | 1:00 オードリーのオールナイトニッポン（ニッポン放送）                                                                                                 | 1:00 （第1週・第3週）大津功のイケ爺になりた〜い! （第2週）北野誠の深夜の雑談 （第4週）小松原沙織の夜間飛行 （※第5週はこの時間を以て放送休止）                                                                   |
| 2                             | 1:00 オードリーのオールナイトニッポン（ニッポン放送）                                                                                                 | 放送休止 （原則として2:00（第5週のみ1:00） - 4:55） 4:55 - 5:00 オープニング・緊急警報放送試験信号 放送休止中に試験放送（試験電波）が発射されており ラジオ受信機などでは聴取できるが、radikoでは聴取 出来ない。 |
| 3                             | 3:00 アナののびしろ | 放送休止 （原則として2:00（第5週のみ1:00） - 4:55） 4:55 - 5:00 オープニング・緊急警報放送試験信号 放送休止中に試験放送（試験電波）が発射されており ラジオ受信機などでは聴取できるが、radikoでは聴取 出来ない。 |
| 3                             | 3:15 飛鳥マリン presents VAST OCEAN | 放送休止 （原則として2:00（第5週のみ1:00） - 4:55） 4:55 - 5:00 オープニング・緊急警報放送試験信号 放送休止中に試験放送（試験電波）が発射されており ラジオ受信機などでは聴取できるが、radikoでは聴取 出来ない。 |
| 3                             | 3:30 ダイアンのTOKYO STYLE（TBSラジオ） | 放送休止 （原則として2:00（第5週のみ1:00） - 4:55） 4:55 - 5:00 オープニング・緊急警報放送試験信号 放送休止中に試験放送（試験電波）が発射されており ラジオ受信機などでは聴取できるが、radikoでは聴取 出来ない。 |
| 4                             | 4:00 芸人お試しラジオ「デドコロ」(火曜会) | 放送休止 （原則として2:00（第5週のみ1:00） - 4:55） 4:55 - 5:00 オープニング・緊急警報放送試験信号 放送休止中に試験放送（試験電波）が発射されており ラジオ受信機などでは聴取できるが、radikoでは聴取 出来ない。 |
| 4                             | 4:30 いっしょにSDGs | 放送休止 （原則として2:00（第5週のみ1:00） - 4:55） 4:55 - 5:00 オープニング・緊急警報放送試験信号 放送休止中に試験放送（試験電波）が発射されており ラジオ受信機などでは聴取できるが、radikoでは聴取 出来ない。 |
| 4                             | 4:45 今旬！ いいもの百貨店 | 放送休止 （原則として2:00（第5週のみ1:00） - 4:55） 4:55 - 5:00 オープニング・緊急警報放送試験信号 放送休止中に試験放送（試験電波）が発射されており ラジオ受信機などでは聴取できるが、radikoでは聴取 出来ない。 |

### 不定期放送
- CBCドラゴンズナイター・ドラ魂ナイト（ナイターイン編成時に放送）
- ドラ魂ワイド - 『CBCドラゴンズナイター』中継カードがない日に不定期で放送。
- ゆるよる（プロ野球シーズンオフ）
- ツレよる（プロ野球シーズンオフ）
- お笑い芸人のライブの公開収録（主にイオンモール桑名、アイ・モール三好、ナガシマスパーランドなどで収録）
- 文化楽楽～CBCクラブ人と技（毎月第1金曜 5:20 - 5:30）
- 歌武蔵の番外らじちゃんこ

### 年末年始
- ニューイヤー駅伝（1月1日 9:00 - 14:00）

TBSラジオ制作。2023年より同時ネット。
- リョービスペシャル 山野秀子のちいさなパティオ（1月1日 16:30 - 17:00）

RCCラジオ制作。元日の特番のみネット。
- 新春スポーツスペシャル 箱根駅伝実況中継（1月2日・3日 8:00 - 14:00）

文化放送制作（NRN非加盟局で唯一放送）。
- 箱根駅伝直前スペシャル（1月2日・3日 7:00 - 8:00）

『箱根駅伝実況中継』の事前番組。自社制作。
概ね12月28日 - 1月4日の間は、7:00 - 17:00の間で自社制作ワイド番組の「年末（お正月）スペシャル」を放送する特別編成となる。18:00 - 21:00（ - 24:30）の間でも自社制作番組の年末（お正月）スペシャルや特別番組が編成され、通常番組（ネット受け番組もしくは年末/お正月スペシャルにならない自社制作番組）が放送時間及び曜日の変更もしくは休止となる場合がある。
年末スペシャルとなる番組
- 多田しげおの気分爽快!!～朝からP・O・N～ - ※2021年 - 2023年は通常放送時と同じく6:30より放送
- 小堀勝啓の新栄トークジャンボリー（年度によっては正月明けに回す） - 2020年度から午前中のみに縮小
- 石塚元章ニュースマン!! - 午前のみ ※2021年は放送なし
- 若狭敬一のスポ音 - 午後のみ
- 北野誠のズバリ!（おおむね大晦日で固定）

お正月スペシャルとなる番組
- つボイノリオの聞けば聞くほど（2021年度までは、おおむね元日で固定。ニューイヤー駅伝をラジオでも中継するようになった2022年度以降は、1月4日）
- ドラ魂キング（おおむね1月4日）
- カトリーナの全部全力! - 2020年度から放送開始。 ※2020年度のみ年末。午後のみ

年度により年末スペシャル・お正月スペシャルのいずれかになる番組
- 河原崎辰也 いくしかないだろう!
- 戸井康成の金曜→木曜スクラッパー
- 大前りょうすけのちょいバズ! ※2023年度は放送なし

## 過去に放送された番組

### 自社制作番組
平日朝
- 早川敦子の朝テン!
- 空とぶスタジオ CBCセスナ・レポート（1969年4月1日 - 1969年5月2日）→ 空とぶスタジオ CBC若シャチ・レポート（1969年5月5日 - 1974年4月5日）
- おはようCBC（1974年4月8日 - 1990年4月6日）
- CBCラジオヘッドライン（1990年4月9日 - 1994年9月30日）
- おはよう竹地祐治です（1994年10月3日 - 1999年4月2日）
- 朝の歳時記（1966年10月10日 - 2005年3月31日、土曜日も放送）
- いすゞお父さん・お母さんへの手紙（2005年4月1日 - 2009年4月3日）
- 多田しげおの気分爽快!!朝からP・O・N

平日昼前
- ラジオ朝市（1972年4月10日 - 1993年10月1日）
- 若井けいじ・えいじ → フック・キックの奥さん言うてェなー（1972年4月10日 - 1993年10月1日）
- 未来につなげ日本の食
- 青春⭐︎昼トーク

平日昼過ぎ
- 伊藤秀志のGETSU▶KINラジオ三昧（1996年4月8日 - 1999年4月2日）
- 小堀さんのRadio DAYS（1999年4月5日 - 2000年6月2日）
  - 小堀さんのRadio DAYS“+α”
- ランチタイムラジオ 聞けばツー快!（2000年6月5日 - 2009年4月3日）
- 0時半です松坂屋ですカトレヤミュージックです（1965年3月29日 - 2008年3月30日）
- ハイ、今日は! CBCラジオです（1963年6月3日 - ）
- ばつぐんジョッキー（1968年11月4日 - 1986年10月3日）
- 荒せんのラジオがいちバン!（1986年10月6日 - 1992年4月3日）
- もぎたてのカボチャたち（1992年4月 - 1996年3月）
- ツー快!お昼ドキッ（2000年6月5日 - 2009年4月3日）
- ごごイチ（2009年4月6日 - 2012年3月30日）
  - ごごイチ ゴールド
- ダイマル・ラケットのみんなの歌謡曲（1967年1月9日 - 1982年9月10日）
- シンマとミミの歌謡ドライブ（1982年9月13日 - 1983年12月30日）
- 唄啓のこれは得だすお聞きやす（1984年1月2日 - 1994年7月29日）
- いくよ・くるよのもうかりまっか?（1994年8月1日 - 2012年3月30日）
- CBCラジオスコープ
- フレッシュタイム305

平日夕方
- ゴー・ゴー・ジュークボックス
- 多田しげおのそれ行け!にっこりワイド（1980年10月6日 - 1992年4月3日）
- CBCニュース5
- レギュラー満タン! ラジオジャンクション
- 重盛啓之の元気! Mori Mori（1998年10月 - 2002年3月）
- 小堀勝啓の心にブギウギ!（2002年4月1日 - 2009年4月3日）
- 夕刊アツキー!（2011年4月4日 - 2013年3月29日）
- 丹野みどりのよりどりっ!（2013年4月1日 - 2019年3月29日）
- パチンコ名曲アルバム（2008年9月29日 - 2011年4月29日）
- 歌謡ホームラン → VIVA! ドラゴンズ

平日夜（ナイターオフ）
- ニクイ7番 電話してよかった!（1973年10月 - 1974年3月）
- テレフォンワイド 夜店だよこんばんは（1975年10月 - 1976年3月、19:20 - 20:20）
- バイバイクイズ7・20（1976年10月11日 - 1984年4月5日）
- とびだせ!歌謡局（1984年10月 - 1985年3月、19:10 - 20:00）
- 演歌ぶっつけ本番
- 今夜も気ままに歌謡曲（1989年10月 - 1990年3月、19:20 - 20:00）
- PUMP UP! 1053（1990年10月8日 - 1991年3月、19:20 - 20:00）
- PUMP UP! 1053 ラジオ塾（1992年10月 - 1993年3月）
- シー坊の平日天国（1993年10月4日 - 1995年3月31日）
  - シー坊の月曜天国（1995年4月10日 - 1995年9月25日）
- Link!!（2007年10月2日 - 2008年3月27日・2008年9月30日 - 2009年4月2日）
- サウンド・アスリート（2009年10月6日 - 2010年3月26日）
- 宮部和裕のドラゴンズEXPRESS（2010年10月5日 - 2011年4月1日・2011年10月19日 - 2012年3月29日）
- CBCラジオ虎の穴（2013年9月30日 - 2014年3月28日）
- 名古屋芸人お笑ジオ★スターズ
- ドラ初心らっく

平日夜
- easyM（1998年10月 - 2000年9月）
- ブラボー! デジオワールド
- 小堀勝啓のカモナ マイ ラヂオ
- ジョイジョイナイト（1974年10月7日 - 1976年4月2日）
- ジャスト リクエスト（1976年4月 - 1977年3月）
- 星空ワイド 今夜もシャララ（1977年4月4日 - 1982年10月1日）
  - 今夜もシャララ ぽっぷるfeeling（1982年10月4日 - 1984年3月）
- のりのりだぁー歌謡曲 → のりのりだぁーポップン10ぷん（のりのりだぁーポップン15ふん）
- 日産サウンドステーション 日高晤郎です
- こんばんは ラジオタウンです
- 小堀勝啓のわ!Wide とにかく今夜がパラダイス（1982年10月4日 - 1989年9月28日）
- CREATIVE COMPANY 冨田和音株式会社（1989年10月2日 - 1994年3月31日）
- メディアキング電波ファイター（1994年4月4日 - 1996年10月4日、土曜日も放送）
- K's UP（1996年10月 - 1998年3月）
- 戸井康成の生ラヂオ（1998年4月 - 1999年9月30日）
- 矢野印（1996年10月 - 1999年9月30日）
- 本気汗（1999年10月 - 2000年9月29日）
- タングショー（2000年10月 - 2002年3月）
- ハイパーナイト（2002年4月1日 - 2010年4月3日）
  - あやあやっ!?
  - 安西ひろこのマンパジャ
  - いぃざ! SHOWTA.いむ
  - We Love HotchPotchi
  - 植村花菜のカナナビ
  - 乙葉っスル
  - 音楽ガッタスのGuts10☆ガッタス!!
  - 仙台貨物のでら別便
  - ダイノジのキスで殺してくれないか
  - ドミホ
  - ハイパーナイトメア
  - ハロハロマンデー
  - Perfumeのパンパカパーティー
  - 美勇伝☆石川梨華のちゃんちゃか☆チャーミー!
  - 藤本美貴のドキ♥みきNight
  - ブラック・チューズデイ
  - ペナルティのゴックンでございます
  - メロン記念日の「めろんぱ」
  - Yum!Yum!ORANGE DROP IN THE RADIO
  - らじまろ
  - redballoonのいっちょ!ガンバるーん
  - 若狭敬一のワカサギ
- ナガオカ×スクランブル（2014年4月1日 - 2019年9月26日）
  - 古川愛李の木曜はアイリの晩
  - ダレデモ×スクランブル
  - チームしゃちほこ ごぶれいしました!
  - SILENT SIRENのサイレンナイト
  - スクランブル×特急!!!!!!!!
  - 月間EBiDAN NAGAOKA
- 名古屋おもてなし武将隊 戦国音絵巻（2014年3月31日 - 2022年3月21日）
- ウルトラ寿司ふぁいやー全てエンターテイメント

平日深夜
- CBCヤングリクエスト[注 9]（1967年4月 - 1970年4月）
- オールナイトCBC（1969年4月 - 1970年4月）
- CBCビップ&ビップス ～ミッドナイトレインボー～（1970年4月14日 - 1971年3月31日）
  - CBCビップ・ヤング（1971年4月1日 - 1972年10月7日）
- レイト・レイト・ミュージック
- ハイウェイ歌謡曲 ～夜と朝のあいだ～
- GiRL POP SLASH（1994年4月 - 1995年3月）
- GO! GO! GiRL POP（1995年4月 - 1995年9月）
- OTHELLO（1995年10月 - 1996年9月）
- 0時のつぶやき（2012年4月3日 - 2014年3月30日）
- うしみつドキドキ!（2014年4月1日 - 2022年3月26日）
  - EBiDAN THE RADIO（2020年10月6日 - 2022年3月21日）
  - 私たちがらじお女子です!（2021年4月2日 - 2022年3月24日）

金曜日
- ラジオでフライデイト 夜はこれから!
- 未来派ラジオ 電波デリック
- K's UP 100&1
- 橋本さとし Rock'n Soul Show（1998年4月 - 1999年10月）
- トクサンRadio withライパチ ビヨンド（? - 2022年3月25日）

土曜日午前
- 空とぶスタジオ CBC若シャチレポート 土曜スペシャル
- おはようCBC ビューティフルサタデー（1974年4月13日 - 1986年10月4日）
- 三久保角男のハミングサタデー（1984年4月14日 - 1986年10月4日）
- ラジオ朝市 別冊大付録（1974年 - 1975年）
- フーコのすてきな土曜日
- 佐野稔のナイス・サタデー
- サタデーワイド～三久保角男の気分はウィークエンド（1986年10月11日 - 1990年4月7日）
- 江崎明のサタデーワイド（1990年4月14日 - 1995年4月8日）
- マラソンradio 多田しげおのまるっと土曜日（1995年4月15日 - 1996年10月5日）
  - まるっと土曜日 オーゾノが行く!!（1996年10月12日 - 1997年4月5日）
  - 多田しげおのまるっと土曜日Again（1997年4月12日 - 1998年4月4日）
  - 多田しげおのまるっと土曜日1/2（1998年4月11日 - 1999年4月3日）
- Walk on SATURDAY 塩見啓一のそれもありだよね（1999年4月10日 - 2001年3月31日、7:00 - 12:00）
- 土曜ワイド 広瀬隆のラジオでいこう!（2001年4月7日 - 2016年3月26日）

土曜日午後
- 土曜天国（1970年10月17日 - 1988年4月9日）
  - 土曜天国SUPER（2000年10月7日 - 2008年3月29日）
  - 土曜天国 ぴかラジ（2008年4月5日 - 2012年3月24日）
  - ザ・土曜天国（2012年3月31日 - 2017年3月25日）
    - キラママcafe（2012年1月7日 - 2016年12月31日）

  - 土天 ザ・ワールド（2018年10月6日 - 2022年3月26日）
- 原元美紀のMAL!カウントダウン（1995年 - 1996年3月）
- SUPER J Hit's COUNTDOWN（13:00 - 16:30）
- スポーツ&バラエティー 土曜の味方（16:30 - 18:00）
- 森合康行のタイムドカン（2008年10月4日 - 2009年3月28日）
- 澤朋宏アワー サワっていいとも!（2009年10月10日 - 2010年4月3日）
- ホップステップさわともひろ!（2010年4月10日 - 2014年3月15日）
- 平野裕加里とボビーのラジオでGo!Go!Go!!（2017年4月1日 - 2018年3月31日）
- 丹野みどりのよりどりウィークエンド（2019年4月6日 - 2020年3月28日）
- 土曜の夜は私が主役（1988年10月15日 - 、21:00 - 22:30）
- アニメステーション（1983年2月5日 - 1983年4月9日）
- 快楽シャワー王国（1996年10月 - 1999年4月3日）
- どぎも
- サタデーティーンズナイト（2010年4月10日 - 2012年3月31日）
  - たむらじゃナイト
  - Daizy Stnipper うさぎの夜遊び
  - 中島卓偉のReal Hot Radio!
  - ナガオカ
  - ハマグリ王
  - FUNKY MONKEY BABYSの猿山学園中等部
  - ポッシきゃな?
  - 夜久まさみの2次元ラジオ～LEVEL1～
  - LONELY↑Dの今夜も独りぼっち
  - 渡り廊下走り隊の青い未来へ初恋ダッシュ!!
- 電磁マシマシ（2012年4月7日 - 2015年3月28日）
- 週刊第14帝國（2002年7月13日 - ?）
- 週刊ゲンスイ（2006年4月8日 - 2009年4月4日）
- ナガオカ（2009年4月4日 - 2014年3月29日）
- CBCトップリクエスト
- レイト・レイト・ショー
- 太廊のジョブナイ（2019年10月5日 - 2022年3月26日）
- ライラと今夜もケバりまShow!!

日曜日午前
- 大正琴こころのメロディー
- もしもし!! 子供相談室
- 中西直輝のサンデーサファリ（8:00 - 15:00）
- CBCサンデーミュージック（2002年4月7日 - 2007年3月25日）
  - あさパレ
  - ひるパレ
  - ゆうパレ
- 神山里美のホッとna日曜（2007年4月 - 2009年4月5日）
- サンデーみか ～Mika's MUSIC MUSEUM～（2009年4月12日 - 2012年3月25日）
  - ことばのたまてばこ
- 近藤大ちゃんのあおいと！縁ラジオ

日曜日午後
- ローズカフェ（2012年1月8日 - 2015年6月28日）
- オー! サンデー（1970年4月12日 - ?）
  - オー! サンデー 歌謡ジャンボ
- CBCサンデースペシャル・全日本歌謡ベスト50（1982年10月17日 - 1986年5月18日）
- CBCサンデースペシャル なんだかんだで生放送!!（1986年5月25日 - 1989年12月3日）
  - 日曜なんて大キライ!
- ハイばるシンちゃん これかラジオ
- 中西直樹のGood Afternoon
- Sunday Sunset
- SUNDAY SHOCK RADIO GAGA
- サンデースペシャル
- SUNDAY MUSI館 ゆかりの Catch the GROOVE
- SUNDAY MUSI館 ゆかりの Catch the Morning
- サンデーミュージックシャワー
- サンデーワイド 歌謡パドック（1978年10月8日 - ?）
- A MUSIC PROGRAM（2014年4月6日 - 2017年3月26日）
- 真矢野印
- のもぴ～プラスティックラジオ
- STAR CLASSICS Radio（? - 2022年3月27日）
- 林部智史のラジ音

その他
- 安藤治彦のいろんなことしたい
- いっしょに歌お! CBCラジオ "うたぱら"
- 岩波理恵の本気ートーク!
- 上野規行のサンデーLOVEARTH
- うしみつドキドキ!（番組自体は継続中）
  - モーニング娘。'14道重さゆみの今夜も❤︎うさちゃんピース（月曜深夜）
  - でら!!DISH//（月曜深夜）
  - 花岡なつみのハナツミ♡（月曜深夜）
  - EBiDAN THE UNiON（月曜深夜）
  - X21泉川実穂と○○と のんびリラックスラジオ♪（月曜深夜）
  - X21犬塚しおりと○○と のんびリラックスラジオ♪（月曜深夜）
  - ごくごくM!LK（月曜深夜）
  - 風男塾の天下腐部（火曜深夜）
  - 7!!ので～じま～さん!（火曜深夜）
  - モーニング娘。'16鈴木香音のいつでも!カンノンスマイル（火曜深夜）
  - 誰だよタオルズ（水曜深夜）
  - LIFriendsのハムカツ! （水曜深夜）
  - 吉田山田のネガティブ押し出せ!!!!!!（木曜深夜）
  - OS☆Uのトリセツ!（木曜深夜）
  - ピーパーラジオ～AKIとおもしろ野郎たち～（金曜深夜）
  - ピーパーラジオ～AKIとMAG!C☆PRINCE～（金曜深夜）
  - vs サカイ（土曜深夜）
- 唄うグランスパー（『唄う長島温泉』を一時的に改題）
- 歌武蔵の月刊らじちゃんこ
  - 歌武蔵の週刊らじちゃんこ
- エッセー朝のさんぽ道
- NLA presents ゆきねえと考えよう! 親子のキズナ応援ラジオ
- エレジー・ミユキのデリートしちゃい抹消!
- 円丈の幸せカンパイ
- 円丈のなごやは名古屋
- おっ三ラジオ
- ON SIGN ぎふ
- 賀川幸星 丸ごと演歌
- 河原龍夫のヒット! ヒット! パラダイス（	2008年3月31日 - 2018年9月24日）
- キング 歌のフットライト
- キング 歌のロータリー
- GIFUサテライト M.T.B on Holiday
- 久野誠のドラゴンズワールド（2000年10月2日 - 2009年4月2日）
- 久野誠のプレイボールまで待てない!
- CLOUDのFirst Train
- K2BANDの旅するおんぷ♪
- Coke Teens Club 大園・戸井の神業Hot Wave
- Coke Teens Club MAJIのり スクールデイズ
- 5時からドラゴンズ
- 酒井直斗のゲキオト!!（2014年9月29日 - 2015年3月23日）
  - THE KIDDIEのまだまだ寝れナイト
  - 酒井直斗のライパチ!（2016年10月1日 - 2017年3月25日）
- 佐々木功のアニメランド
- ザ・ハッチ&クリスタルナイト
- さゆりんの音楽楽園
- the Chopsticksのおはしでプリン
- CBC演歌ベストテン
- CBC Power Night Game
- CBCラジオスコープ
- CD RADIO
- JKめし!ラジオ
- 塩見・高田のバリSPO
- 7☆3アイドリいむ!RADIO
- 週刊ドライブコミック
- 出没! 髭魔人
- 新栄音楽之穴
- 純烈のイケメンモーニング
- 人生の目的は何か
- す
- ストップ・ザ・ミュージック[2]
- スポーツ探偵団
- 7 HOUSEケンジのひとりでセブン
- TAMTAM
- つボイノリオのサンデーホットヒット歌謡
- つボイノリオの人生すべからく
- ディスクタイム Coco!
- 戸井康成のシネマジンガーZ
- とびだせ! 歌謡曲
- 〜ともだちラジオ〜本音でゴメン!!
- 竜魂（どらだま）
- ドラ魂ポーン!!!
- 中西直輝のグッドモーニング
- 中西直輝のわくわくサンデー
- ナショナル ステレオ ホール[注 10]
- 日曜劇場[注 11]
- ニッカ ラジオBar竹鶴
- はあさんがやってきた! はあ! はあ! はあ!
- ハウス 歌のスーパーめぐり
- 白元 キングゴング クイズ
- ハローこちらミッチ放送局（1979年 - 1991年）
- ヒコタンの花まる歌街道
- 彦野利勝 スポーツBEAT
- ヒルうた!
- ビートルズ来日50周年記念番組「All My Loving～ビートルズな夜」
- BAY STATION KITY
- ベリーズのテレパシー・フォー・ユー
- 誠とDAISのこれからどうする!?
- 誠と拓海はディナーのあとで
- マジスポ[注 12]
- 真夜中の玉手箱
- MALICE MIZERの真夜中でシルヴプレ
- みーたまつもと
- MiNoの幸せ時間[注 13]
- めがとんワイド 高田屋かふぇー
- ももこのおしゃべりチャンネル
- 森合・中橋のぺちゃくちゃ
- 薬師寺保栄のSoul Talking
- 矢野きよ実のシャベリバショー!
- ヤマハ フレッシュポップス
- You You You
- よく聴こえる スチャダラ式 AMラジオ
- よろしくヨッスィー
- ライオン歯磨 バイバイゲーム[2]
- ラジオオデッセイ 電波風雲録[注 14]
- ラジテリアぎふ ナヴィ
- ラ・ラ・ラ ラジチューブ
- ルミネtheよしもと
- 若狭敬一のドラゴンズワールド WEEKEND SPECIAL
- 渡辺美香のMy Favorite Things
- われら熟年時代
- 大参もりえのネコモリ

他
豊橋放送局
- 歌謡チューンナップ
- のんほいメロディー
- 東三河歌謡ベストテン（10:00 - 11:00）[3][4]
- 東三河 ラジオパトロール（11:30 - 12:00） [3][4]
- 東三 （とうさん） 歌謡通り
- 東三河歌謡通り（17:05 - 17:45）[3][4]
- 東三河 未来（みら）くるランド
- ミニ今昔問答
- 向山からこんばんは（22:35 - 22:45）[3][4]
- モコの青春 向山

高山放送局
- エコー11・30（? - 1980年2月29日、11:30 - 12:00） [3][5]